# Stingray iConcerts
Stingray iConcerts es un canal de televisión dedicado exclusivamente a la música en vivo, que fue lanzado el 21 de junio de 2006. Operado por Transmedia Comunicaciones SA, está disponible en 85 países.
El canal es particularmente fuerte en el rock clásico y el pop-rock, pero todo el espectro de la música está cubierto.

## Historia
Stingray Concerts fue fundada como una compañía independiente por Jeff Shultz y Michael Shimbo en septiembre de 2003 con el nombre de Concert TV. Inicialmente, estaba disponible exclusivamente en los Estados Unidos y se centraba en la transmisión de grabaciones de actuaciones musicales en vivo y documentales de diversos géneros y artistas musicales. Bajo la dirección de Shultz y Shimbo, la compañía consiguió distribución con Comcast, Charter, Cox, DirecTV y otros operadores de televisión por cable, satélite e IP, así como asociaciones con MTV y la BBC. Entre los primeros clientes publicitarios de la compañía se encontraban Cingular (AT&T Wireless), Warner Bros. y Paramount.
En enero de 2009, en un esfuerzo por expandir su oferta televisiva, Mag Rack Entertainment (más tarde rebautizada como Interactivation) compró la empresa por un precio no revelado.
En un intento por desinvertir en activos para centrarse en contenido relacionado con la salud, Interactivation anunció la venta de Concert TV a Stingray Digital en agosto de 2010. Durante el anuncio, Stingray Digital manifestó su intención de expandir Concert TV a otras zonas de los Estados Unidos y Canadá. Tras la compra, la sede de Concert TV se trasladó de los Estados Unidos a la sede central de Stingray en Montreal, Quebec, Canadá.
En noviembre de 2015, Concert TV cambió su nombre a Stingray Concerts como parte de una iniciativa más amplia para agrupar todos los productos de Stingray bajo la misma marca. Posteriormente, el canal se fusionó con iConcerts, un canal que Stingray adquirió a finales de 2015, y pasó a llamarse Stingray iConcerts el 23 de febrero de 2017.